# Спонг, Джон Шелби
Джон Шелби «Джек» Спонг (англ. John Shelby «Jack» Spong; 16 июня 1931, Шарлотт, штат Северная Каролина, США — 12 сентября 2021, Ричмонд, штат Виргиния, США) — американский англиканский прогрессивный теолог, религиозный писатель, епископ Епископальной Церкви. Призывал к коренному переосмыслению христианской веры, к отходу от теизма и традиционных доктрин.
С 1979 по 2000 годы он был епископом Ньюарка (штат Нью-Джерси).  

## Биография
Спонг родился в городе Шарлотт, Северная Каролина и учился в нескольких государственных школах Шарлотта. 
Он окончил Университет Северной Каролины в Чапел-Хилл в 1952 году, и получил степень магистра богословия в 1955 году в семинарии Епископальной церкви в Александрии, штат Вирджиния(эта семинария и колледж Святого Павла оба присвоили ему почетную степень доктора богословия). Он писал: «Я погрузился в современную библейскую науку, в таких местах, как Объединенная богословская семинария в Нью-Йорке, Йельская Школа богословия, Гарвардская школа богословия и в университетах Эдинбурга, Оксфорда и Кембриджа».
Спонг служил настоятелем церкви святого Иосифа в Дареме, Северная Каролина, с 1955 по 1957 годы, приходским священником церкви Голгофы, Тарборо (Tarboro), Северная Каролина с 1957 по 1965 годы, приходским священником церкви Св. Иоанна в Линчбурге (Lynchburg), Вирджиния с 1965 по 1969 годы, а также приходским священником церкви Святого Павла в Ричмонде, штат Вирджиния, с 1969 по 1976 годы. Он занимал различные должности и читал лекции в крупнейших американских богословских институтах, прежде всего в Школе Богословия Гарварда. Вышел на пенсию в 2000 году.

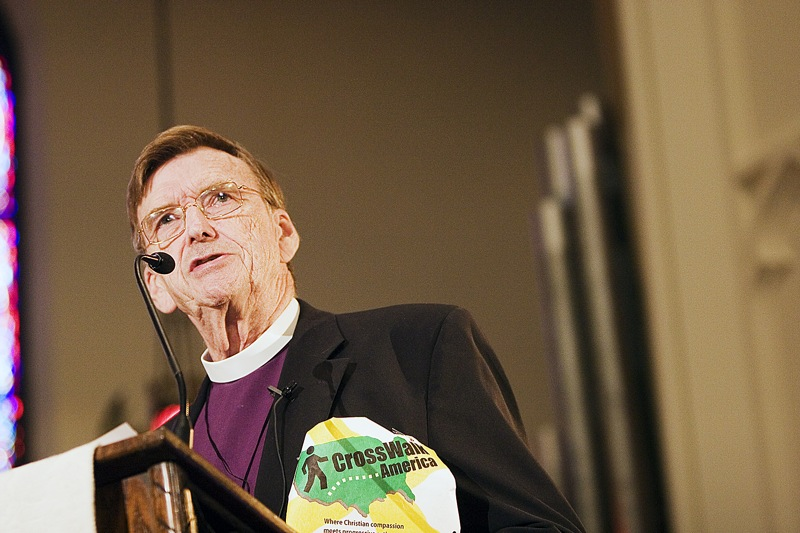
Спонг на CrossWalk America, 2006 год

Обладатель множества наград, в том числе «Гуманист года» в 1999 году. Спонг является одним из соавторов «Живой программы» на DVD (en:Living the Questions) и был гостем многочисленных телевизионных передач в США (в том числе The Today Show, Politically Incorrect с Биллом Махером, Dateline, 60 минут и Шоу Ларри Кинга). Спонг читает лекции по всему миру.
Спонг является двоюродным братом бывшего сенатора-демократа от Вирджинии, Уильяма Б. Спонга-младшего, который победил на выборах Абсалома Уиллиса Робертсона, отца телевизионного проповедника Пэта Робертсона.
Существует пьеса о жизни Спонга, «Камешек в моем ботинке» (A Pebble In My Shoe), она была написана Колином Коксом и спродюсирована Will & Company.

## Идеи и взгляды
Идеи Спонга полагаются на библейские и не-библейские источники и находятся под влиянием современного критического анализа этих источников (особенно сочинение Спонга за 1991 год, «Спасение Библии от фундаменталистов»). Корни его идей также есть в средневековом универсализме Пьера Абеляра и экзистенциализме Пауля Тиллиха, которого он называл своим любимым богословом.
Основной темой сочинений Спонга является то, что популярные и буквальные толкования христианского Писания не являются устойчивыми и не говорят честно о ситуации современной христианской общины. Он верит в более тонкий подход к Писанию, с наукой и состраданием, в сочетание христианской традиции с современными представлениями о Вселенной. Он считает, что теизм потерял доверие в качестве действительного понимания природы Бога. Он считает, что Иисус Христос полно выразил присутствие Бога через сострадание и бескорыстную любовь, и что в этом состоит значение раннехристианских слов: «Иисус есть Господь». Развивая эту последнюю идею, он утверждает, что Иисус был принят Богом в качестве сына, что таким образом, может являться (по крайней мере на языковом уровне) своего рода «ересью» (см. «Рождённый женщиной», 1992), но также уже «не еретически» он говорит, что посредством этого «усыновления» Бог был полностью воплощён в Иисусе Христе. Он отвергает претензии на историческую истинность некоторых христианских доктрин, таких как непорочное зачатие Иисуса и телесное воскресения Иисуса. В 2000 году Спонг раскритиковал Dominus Iesus, новый документ Конгрегации Доктрины Веры Римско-католической Церкви, потому что он подтвердил старую католическую доктрину, что Римско-Католическая Церковь является единственной истинной Церковью и, что возможно, даже более недопустимо, что Иисус Христос есть единственный Спаситель человечества.
Спонг также убеждённый сторонник феминизма, прав ЛГБТ и расового равенства как в церкви, так и в обществе в целом. В этой связи он призывает к новой Реформации, в которой многие из основных доктрин христианства следует изменить.
Его взгляды на будущее христианства: «… что мы должны начать оттуда, где мы находимся. Когда я смотрю на историю религии, я замечаю, что новые религиозные идеи всегда появляются из старых традиций, когда те начинают отмирать. Не посредством замарывания старых идей дёгтем, а посредством глубокого их исследования и прихода к новому видению мы в состоянии изменить направление религии. Символ веры — это песни про любовь 3-го и 4-го веков, которые люди сочиняли и пели согласно их пониманию Бога. Мы не должны принимать их слова буквально, чтобы понять смысл и намерения, когда они пели символ веры. Я думаю, что религии вообще и христианство в частности должны постоянно развиваться. Ускорение эволюции это диалог между вчерашними словами и сегодняшними знаниями. Грехом христианства является то, что мы все всегда утверждали, что мы каким-то образом обрели истины в тех формах, которые сами же мы создали».

### Двенадцать тезисов
1. Теизм, как способ определения Бога, мёртв. Таким образом большинство богословских «разговоров о Боге» сегодня являются бессмысленными. Должен быть найден новый способ говорить о Боге.
2. Так как Бог не может быть понят в теистических терминах, становится бессмысленным стремление понять Иисуса как воплощение теистического божества. Таким образом христология обанкротилась.
3. Библейская история о совершенном и законченном творении, после которого человек впал в грех является додарвиновской мифологией и постдарвиновской бессмыслицей .
4. Непорочное зачатие, понимаемое в буквальном биологическом смысле, делает божественность Христа, в его традиционном понимании, невозможным.
5. Истории о чудесах Нового Завета не могут быть истолкованы в постньютоновском мире как сверхъестественные события совершенные воплощенным божеством.
6. Тот взгляд, что распятие на кресте есть жертва за грехи мира является идеей варваров на основе примитивных представлений о Боге и должна быть отклонена.
7. Воскресение есть действие Бога. Иисус воскрес в том смысле, что стал Богом. Таким образом, в истории не было физического восстания из мертвых.
8. История Вознесения предполагает наличие трехуровневой Вселенной, и потому не представляется возможной быть объясненной в понятиях после Коперника и покорения космоса.
9. Не существует внешнего, объективного, явленного стандарта, ни в Писании, ни на каменных скрижалях, который бы определил наше этическое поведение на все времена.
10. Молитва не может быть просьбой, сделанной теистическому божеству совершить то или иное действие в человеческой истории.
11. Надежда на жизнь после смерти должна быть навсегда отделена от идеи управления поведением наградами или наказаниями. Церковь должна отказаться, таким образом, от использования чувства вины как мотива поведения.
12. Все человеческие существа несут в себе образ Божий и должны уважаться за свои человеческие качества. Таким образом, никакое внешнее описание своего бытия, будь то по признаку расы, этнической принадлежности, полу или сексуальной ориентации, не может должным образом быть использовано в качестве основы для отвержения либо или дискриминации.

## Критика
Идеи Спонга часто критиковались со стороны некоторых других богословов, в частности, бывший архиепископ Кентерберийский Роуэн Уильямс (когда он еще был епископом Монмута), описывал его двенадцать тезисов как «воплощение путаницы и неправильного толкования».

## Книги
- Спонг Дж. Ш. Иисус для неверующих: основатель христианства без мифов, легенд и церковных доктрин = Jesus for the Non-Religious: Recovering the Divine at the Heart of the Human. — М.: Эксмо, 2019. — 368 с. — (Жизнь со смыслом). — 2000 экз. — ISBN 978-5-04-105786-2.
- Спонг Дж. Ш. Вечная жизнь: новый взгляд. За пределами религии, мистики и науки = Eternal Life: A New Vision: Beyond Religion, Beyond Theism, Beyond Heaven and Hell. — М.: Эксмо, 2019. — 272 с. — (Жизнь со смыслом). — ISBN 978-5-04-098855-6.